# Sayako Kuroda
Sayako Kuroda  (黒田清子?, Kuroda Sayako), già Principessa Nori (紀宮清子内親王?, Nori-no-miya Sayako Naishinnō) (Tokyo, 18 aprile 1969) è un'ex appartenente alla stirpe imperiale del Giappone, la minore (e l'unica di sesso femminile) tra i figli dell'imperatore del Giappone Akihito e dell'imperatrice Michiko.
È Gran sacerdotessa del Santuario di Ise.

## Biografia
È la terza e ultima figlia, unica femmina, dell'imperatore Akihito e dell'imperatrice Michiko. Sposò il 15 novembre 2005 Yoshiki Kuroda, perdendo il titolo imperiale e abbandonando, di conseguenza, la dinastia imperiale, come richiesto dalla legge, in quanto sposata a un marito non di stirpe nobile.
La Principessa Nori ha studiato e si è laureata al dipartimento di lingua e letteratura giapponese della facoltà di Lettere dell'università Gakushūin nel 1992. In seguito fu ammessa come ricercatrice associata come ornitologa all'istituto Yamashina dell'Università Tamagawa. Nel 1998 è stata confermata come ricercatrice nello stesso istituto. Ha scritto vari articoli e lavori accademici. Oltre che per motivi di studio, ha viaggiato molto, dentro e fuori dal Giappone, in veste ufficiale di rappresentante della famiglia imperiale.

### Fidanzamento e matrimonio
Il 30 dicembre 2004 fu annunciato il suo fidanzamento con Yoshiki Kuroda, un designer di famiglia borghese, amico da lunga data del Principe Akishino. Dopo il matrimonio, avvenuto all'Imperial Hotel di Tokyo il 15 novembre 2005, la Principessa dovette lasciare la dinastia imperiale, prendendo il cognome del marito, il primo non nobile a sposare una principessa imperiale. Questo cambiamento di status si rendeva obbligatorio in forza di una legge del 1947, che impone alle donne della famiglia imperiale di rinunciare al loro rango in caso di matrimonio con un uomo non nobile. Kuroda ha poi lasciato il suo lavoro di ornitologa per dedicarsi alla vita familiare e alla potenziale maternità.

## Titoli e trattamento
- 18 aprile 1969 - 15 novembre 2005: Sua altezza imperiale la principessa Nori
- dal 15 novembre 2005: Mrs. Yoshiki Kuroda[9]

## Ascendenza
|                      |                 |                             | Genitori                   |  |  | Nonni |  |  | Bisnonni |  |  | Trisnonni |  |
|                      |                 |                             |                            |  |  |       |  |  | Taishō   |  |  | Meiji     |  |
|                      |                 |                             |                            |  |  |       |  |  | Taishō   |  |  | Meiji     |  |
|                      |                 | Nobile Yanagihara Naruko    |                            |  |  |       |  |  | Taishō   |  |  |           |  |
| Hirohito             |                 |                             |                            |  |  |       |  |  | Taishō   |  |  |           |  |
|                      |                 | Imperatrice Teimei          | Principe Kujō Michitaka    |  |  |       |  |  |          |  |  |           |  |
|                      |                 | Imperatrice Teimei          | Principe Kujō Michitaka    |  |  |       |  |  |          |  |  |           |  |
|                      |                 | Imperatrice Teimei          | Nobile Ikuko Noma          |  |  |       |  |  |          |  |  |           |  |
| Akihito del Giappone |                 | Imperatrice Teimei          |                            |  |  |       |  |  |          |  |  |           |  |
|                      |                 | Principe Kuniyoshi Kuni     | Principe Kuni Asahiko      |  |  |       |  |  |          |  |  |           |  |
|                      |                 | Principe Kuniyoshi Kuni     | Principe Kuni Asahiko      |  |  |       |  |  |          |  |  |           |  |
|                      |                 | Principe Kuniyoshi Kuni     | Nobile Makiko Izumi        |  |  |       |  |  |          |  |  |           |  |
| Imperatrice Kōjun    |                 | Principe Kuniyoshi Kuni     |                            |  |  |       |  |  |          |  |  |           |  |
|                      |                 | Principessa Chikako Shimazu | Principe Shimazu Tadayoshi |  |  |       |  |  |          |  |  |           |  |
|                      |                 | Principessa Chikako Shimazu | Principe Shimazu Tadayoshi |  |  |       |  |  |          |  |  |           |  |
|                      |                 | Principessa Chikako Shimazu | Nobile Sumako Yamazaki     |  |  |       |  |  |          |  |  |           |  |
| Sayako Kuroda        |                 | Principessa Chikako Shimazu |                            |  |  |       |  |  |          |  |  |           |  |
|                      | Teiichirō Shōda | …                           |                            |  |  |       |  |  |          |  |  |           |  |
|                      | Teiichirō Shōda | …                           |                            |  |  |       |  |  |          |  |  |           |  |
|                      | Teiichirō Shōda | …                           |                            |  |  |       |  |  |          |  |  |           |  |
| Hidesaburō Shōda     | Teiichirō Shōda |                             |                            |  |  |       |  |  |          |  |  |           |  |
|                      |                 | Kinu Shōda                  | …                          |  |  |       |  |  |          |  |  |           |  |
|                      |                 | Kinu Shōda                  | …                          |  |  |       |  |  |          |  |  |           |  |
|                      |                 | Kinu Shōda                  | …                          |  |  |       |  |  |          |  |  |           |  |
| Michiko Shōda        |                 | Kinu Shōda                  |                            |  |  |       |  |  |          |  |  |           |  |
|                      |                 | Tsunatake Soejima           | …                          |  |  |       |  |  |          |  |  |           |  |
|                      |                 | Tsunatake Soejima           | …                          |  |  |       |  |  |          |  |  |           |  |
|                      |                 | Tsunatake Soejima           | …                          |  |  |       |  |  |          |  |  |           |  |
| Fumiko Soejima       |                 | Tsunatake Soejima           |                            |  |  |       |  |  |          |  |  |           |  |
|                      |                 | Aya                         | …                          |  |  |       |  |  |          |  |  |           |  |
|                      |                 | Aya                         | …                          |  |  |       |  |  |          |  |  |           |  |
|                      |                 | Aya                         | …                          |  |  |       |  |  |          |  |  |           |  |
|                      |                 | Aya                         |                            |  |  |       |  |  |          |  |  |           |  |